# Першавес
Першавес (до 1991. године Першавец) је насељено место у саставу општине Маче у Крапинско-загорској жупанији, Хрватска. До територијалне реорганизације у Хрватској налазила се у саставу старе општине Златар-Бистрица.

## Становништво
На попису становништва 2011. године, Першавес је имала 323 становника.

## Попис1991.
На попису становништва 1991. године, насељено место Першавец је имало 352 становника, следећег националног састава:
| Попис 1991.‍ | Попис 1991.‍ | Попис 1991.‍ | Попис 1991.‍ | Попис 1991.‍ |
| ----------- | ----------- | ----------- | ----------- | ----------- |
|             |             |             |             |             |
| Хрвати      | Хрвати      |             | 351         | 99,71%      |
| непознато   | непознато   |             | 1           | 0,28%       |
| укупно: 352 |             |             |             |             |